# Carl Christensen
Carl Frederik Albert Christensen (Lolland, 16 de janeiro de 1872 — Copenhaga, 24 de novembro de 1942) foi um botânico e sistemata que se distinguiu como pteridologista.

## Biografia
Graduou-se em História Natural na Universidade de Copenhaga sob a orientação do professor Eugenius Warming. Iniciou depois uma carreira como professor liceal em Copenhaga, sendo depois nomeado superintendente do Museu Botânico de Copenhaga.
Distinguiu-se como especialista em pteridófitos, coordenando a publicação de um catálogo das Pteridophyta de todo o munod, o Index Filicum. Para além disso, é autor de uma monografia em três volumes sobre a história da botânica na Dinamarca.

## Obras publicadas
Entre outras, Carl Christensen é autor das seguintes obras:
- Christensen, Carl (1905–06) Index Filicum. 744 s. Index Filicum Supplementum I-III (1913–17). Reimpressão em 1973 por Koeltz Antiquariat.
- Christensen, Carl (1924-1926) Den danske botaniks historie med tilhørende Bibliografi. København, H. Hagerups Forlag. Three vols. 680 s.